# Pseudogalepsus inermis
Pseudogalepsus inermis es una especie de mantis de la familia Tarachodidae.

## Distribución geográfica
Se encuentra en Angola, Mozambique y Tanzania.